# فروت هايتس
فروت هايتس (يوتا) (بالإنجليزية: Fruit Heights, Utah)‏ هي مدينة تقع في الولايات المتحدة في مقاطعة دافيز.  يقدر عدد سكانها بـ 5,302 نسمة ومساحتها 5.7 كم2  وترتفع عن سطح البحر 1,432 متر.

## التركيبة السكانية
حدّد مكتب تعداد الولايات المتحدة بيانات التركيبة السكانية لفروت هايتس في تعداد الولايات المتحدة. في ما يلي، التركيبة السكانية حسب تعدادي 2000 و2010.

### تعداد عام 2000
بلغ عدد سكان فروت هايتس 4,701 نسمة بحسب تعداد عام 2000، وبلغ عدد الأسر 1,256 أسرة وعدد العائلات 1,120 عائلة مقيمة في المدينة. في حين سجلت الكثافة السكانية 790.1 نسمة لكل كيلومتر مربع (2,046.3/ميل2). وبلغ عدد الوحدات السكنية 1,291 وحدة بمتوسط كثافة قدره 217 لكل كيلومتر مربع (562.0/ميل2).
وتوزع التركيب العرقي للمدينة بنسبة 97.81% من البيض و0.04% من الأمريكيين الأفارقة و0.13% من الأمريكيين الأصليين و0.85% من الأمريكيين ذوي الأصول الآسيوية و0.55% من الأعراق الأخرى و0.62% من عرقين مختلطين أو أكثر و2.04% من الهسبانيون أو اللاتينيون من أي عرق.
بلغ عدد الأسر 1,256 أسرة كانت نسبة 50.9% منها لديها أطفال تحت سن الثامنة عشر تعيش معهم، وبلغت نسبة الأزواج القاطنين مع بعضهم البعض 81.5% من أصل المجموع الكلي للأسر، ونسبة 5.7% من الأسر كان لديها معيلات من الإناث دون وجود شريك،  بينما كانت نسبة 1.9% من الأسر لديها معيلون من الذكور دون وجود شريكة وكانت نسبة 10.8% من غير العائلات. تألفت نسبة 9.6% من أصل جميع الأسر من عدة أفراد يعيشون في نفس المنزل ونسبة 5.7% كانت تتألف من شخص يعيش بمفرده يبلغ من العمر 65 عاماً أو أكثر. وبلغ متوسط حجم الأسرة المعيشية 3.74، أما متوسط حجم العائلات فبلغ 4.02.
بلغ العمر الوسطي للسكان 29.1 عاماً. وكانت نسبة 35.1% من القاطنين تحت سن الثامنة عشر، وكانت نسبة 12.3% بين الثامنة عشر والرابعة والعشرين عاماً، ونسبة 20.2% كانت واقعةً في الفئة العمرية ما بين الخامسة والعشرين والرابعة والأربعين عاماً، ونسبة 24.2% كانت ما بين الخامسة والأربعين والرابعة والستين، ونسبة 8.2% كانت ضمن فئة الخامسة والستين عاماً فما فوق. يوجد لكل 100 أنثى 99.4 ذكر، ويوجد لكل 100 أنثى في الثامنة عشر من عمرها فما فوق 98.7 ذكر.
بلغ متوسط دخل الأسرة في المدينة 79,192 دولارًا، أما متوسط دخل العائلة فبلغ 82,459 دولارًا. وكان متوسط دخل الذكور 62,930 دولارًا مقابل 26,042 دولارًا للإناث. وسجل دخل الفرد الخاص بالمدينة 24,188 دولارًا. وكانت نسبة 0.5% من العائلات ونسبة 0.7% من السكان تحت خط الفقر، وكان من هؤلاء نسبة 1.1% تحت سن الثامنة عشر ونسبة 0% في الخامسة والستين من العمر وما فوق.

### تعداد عام 2010
بلغ عدد سكان فروت هايتس 4,987 نسمة بحسب تعداد عام 2010، وبلغ عدد الأسر 1,466 أسرة وعدد العائلات 1,285 عائلة مقيمة في المدينة. في حين سجلت الكثافة السكانية 838.2 نسمة لكل كيلومتر مربع (2,170.9/ميل2). وبلغ عدد الوحدات السكنية 1,509 وحدة بمتوسط كثافة قدره 253.6 لكل كيلومتر مربع (656.8/ميل2).
وتوزع التركيب العرقي للمدينة بنسبة 95.79% من البيض و0.52% من الأمريكيين الأفارقة و0.12% من الأمريكيين الأصليين و1.22% من الأمريكيين ذوي الأصول الآسيوية و0.36% من سكان جزر المحيط الهادئ و0.84% من الأعراق الأخرى و1.14% من عرقين مختلطين أو أكثر و3.11% من الهسبانيون أو اللاتينيون من أي عرق.
بلغ عدد الأسر 1,466 أسرة كانت نسبة 44.1% منها لديها أطفال تحت سن الثامنة عشر تعيش معهم، وبلغت نسبة الأزواج القاطنين مع بعضهم البعض 79.1% من أصل المجموع الكلي للأسر، ونسبة 5.8% من الأسر كان لديها معيلات من الإناث دون وجود شريك،  بينما كانت نسبة 2.8% من الأسر لديها معيلون من الذكور دون وجود شريكة وكانت نسبة 12.3% من غير العائلات. تألفت نسبة 10.9% من أصل جميع الأسر من عدة أفراد يعيشون في نفس المنزل ونسبة 5.4% كانت تتألف من شخص يعيش بمفرده يبلغ من العمر 65 عاماً أو أكثر. وبلغ متوسط حجم الأسرة المعيشية 3.40، أما متوسط حجم العائلات فبلغ 3.68.
بلغ العمر الوسطي للسكان 35.4 عاماً. وكانت نسبة 31.9% من القاطنين تحت سن الثامنة عشر، وكانت نسبة 8.6% بين الثامنة عشر والرابعة والعشرين عاماً، ونسبة 20% كانت واقعةً في الفئة العمرية ما بين الخامسة والعشرين والرابعة والأربعين عاماً، ونسبة 28.1% كانت ما بين الخامسة والأربعين والرابعة والستين، ونسبة 11.5% كانت ضمن فئة الخامسة والستين عاماً فما فوق. وتوزع التركيب الجنسي للسكان بنسبة 51.3% ذكور و48.7% إناث.